# Rallina tricolor
Rallina tricolor е вид птица от семейство Rallidae.

## Разпространение
Видът е разпространен в Австралия, Индонезия и Папуа Нова Гвинея.